# Sichertshausen
Sichertshausen ist ein Ortsteil der Gemeinde Fronhausen im mittelhessischen Landkreis Marburg-Biedenkopf.
Am Ortsrand, nahe der Bogenbrücke über die Lahn, mündet die vom Ebsdorfer Grund her fließende Zwester Ohm.

## Geschichte

### Ortsgeschichte
Die älteste bekannte schriftliche Erwähnung von Sichertshausen erfolgte unter dem Namen Sichertshausen im Jahr 1237 in einer Urkunde des Erzbistums Mainz. Später folgten Erwähnungen als Sigehartishusen, Sigertishusen und Sygershusen. Der Name Sichertshausen erschien erstmals gegen Ende des 14. Jahrhunderts.
Erster Bürgermeister in Sichertshausen war von 1831 bis 1834 George Becker, der letzte von 1956 bis 1971 Heinrich Dörr.
Im Zuge der Gebietsreform in Hessen erfolge am 1. Juli 1974 kraft Landesgesetz der Zusammenschluss der bis dahin selbstständigen Gemeinden Bellnhausen, Erbenhausen, Fronhausen mit Sichertshausen, Hassenhausen, Holzhausen und Oberwalgern zur neuen Großgemeinde Fronhausen. Für alle ehemals eigenständigen Gemeinden von Fronhausen wurden Ortsbezirke gebildet.

### Verwaltungsgeschichte im Überblick
Die folgende Liste zeigt die Staaten und Verwaltungseinheiten, denen Sichertshausen angehört(e):
- vor 1567: Heiliges Römisches Reich, Landgrafschaft Hessen, Gericht Treis an der Lumbda
- ab 1567: Heiliges Römisches Reich, Landgrafschaft Hessen-Marburg, Gericht Treis an der Lumbda
- ab 1577: Heiliges Römisches Reich, Landgrafschaft Hessen-Kassel, Gericht Treis (Gericht und Blutgerichtsbarkeit hat die Familie Schutzbar genannt Milchling)
- 1604–1648: Heiliges Römisches Reich, strittig zwischen Landgrafschaft Hessen-Darmstadt und Landgrafschaft Hessen-Kassel (Hessenkrieg), Gericht Treis an der Lumbda
- ab 1648: Heiliges Römisches Reich, Landgrafschaft Hessen-Kassel, Gericht Treis
- ab 1786: Heiliges Römisches Reich (bis 1806), Landgrafschaft Hessen-Kassel, Amt Treis an der Lumbda
- ab 1806: Landgrafschaft Hessen-Kassel, Amt Treis an der Lumbda
- 1807–1813: Königreich Westphalen, Departement der Werra, Distrikt Marburg, Kanton Ebsdorf
- ab 1815: Kurfürstentum Hessen, Amt Treis an der Lumbda[7]
- ab 1821: Kurfürstentum Hessen, Provinz Oberhessen, Landkreis Marburg[8][Anm. 2]
- ab 1848: Kurfürstentum Hessen, Bezirk Marburg
- ab 1851: Kurfürstentum Hessen, Provinz Oberhessen, Landkreis Marburg
- ab 1867: Königreich Preußen, Provinz Hessen-Nassau, Regierungsbezirk Kassel, Landkreis Marburg
- ab 1871: Deutsches Reich, Königreich Preußen, Provinz Hessen-Nassau, Regierungsbezirk Kassel, Landkreis Marburg
- ab 1918: Deutsches Reich, Freistaat Preußen, Provinz Hessen-Nassau, Regierungsbezirk Kassel, Landkreis Marburg
- ab 1944: Deutsches Reich, Freistaat Preußen, Provinz Kurhessen, Landkreis Marburg
- ab 1945: Amerikanische Besatzungszone, Groß-Hessen, Regierungsbezirk Kassel, Landkreis Marburg
- ab 1946: Amerikanische Besatzungszone, Hessen, Regierungsbezirk Kassel, Landkreis Marburg
- ab 1949: Bundesrepublik Deutschland, Hessen, Regierungsbezirk Kassel, Landkreis Marburg
- ab 1971: Bundesrepublik Deutschland, Hessen, Regierungsbezirk Kassel, Landkreis Marburg, Gemeinde Fronhausen[Anm. 3]
- ab 1974: Bundesrepublik Deutschland, Hessen, Regierungsbezirk Kassel, Landkreis Marburg-Biedenkopf, Gemeinde Fronhausen
- ab 1981: Bundesrepublik Deutschland, Hessen, Regierungsbezirk Gießen, Landkreis Marburg-Biedenkopf, Gemeinde Fronhausen

### Gerichte seit 1821
Mit Edikt vom 29. Juni 1821 wurden in Kurhessen Verwaltung und Justiz getrennt. Der Kreis Marburg war für die Verwaltung und das Justizamt Fronhausen war als Gericht in erster Instanz für Sichertshausen zuständig. Nach der Annexion Kurhessens durch Preußen 1866 erfolgte am 1. September 1867 die Umbenennung des bisherigen Justizamtes in Amtsgericht Fronhausen. Das Amtsgericht Fronhausen wurde 1943 geschlossen. Es wurde zunächst als Zweigstelle des Amtsgerichts Marburg geführt und 1948 endgültig aufgelöst. Sein Gerichtsbezirk wurde dem Amtsgericht Marburg zugeteilt.

## Bevölkerung

### Einwohnerstruktur 2011
Nach den Erhebungen des Zensus 2011 lebten am Stichtag dem 9. Mai 2011 in Sichertshausen 405 Einwohner. Darunter waren 3 (= 0,7 %) Ausländer. Nach dem Lebensalter waren 57 Einwohner unter 18 Jahren, 162 zwischen 18 und 49, 99 zwischen 50 und 64 und 87 Einwohner waren älter. Die Einwohner lebten in 153 Haushalten. Davon waren 48 Singlehaushalte, 60 Paare ohne Kinder und 54 Paare mit Kindern, sowie 15 Alleinerziehende und 3 Wohngemeinschaften. In 36 Haushalten lebten ausschließlich Senioren und in 123 Haushaltungen lebten keine Senioren.

### Einwohnerentwicklung
| Quelle: Historisches Ortslexikon |                                                                                        |
| • 1577:                          | 22 Hausgesesse                                                                         |
| • 1681:                          | 23 Hausgesesse                                                                         |
| • 1838:                          | Familien: 37 nutzungsberechtigte, 12 nicht nutzungsberechtigte Ortsbürger, 2 Beisassen |

| Sichertshausen: Einwohnerzahlen von 1767 bis 2014 | Sichertshausen: Einwohnerzahlen von 1767 bis 2014 | Sichertshausen: Einwohnerzahlen von 1767 bis 2014 | Sichertshausen: Einwohnerzahlen von 1767 bis 2014 | Sichertshausen: Einwohnerzahlen von 1767 bis 2014 |
| --- | ------------------------------------------------- | ------------------------------------------------- | ------------------------------------------------- | ------------------------------------------------- |
| Jahr |                                                   |                                                   |                                                   | Einwohner                                         |
| 1767 | 1767                                              |                                                   | 179                                               | 179                                               |
| 1800 | 1800                                              |                                                   | ?                                                 | ?                                                 |
| 1834 | 1834                                              |                                                   | 295                                               | 295                                               |
| 1840 | 1840                                              |                                                   | 321                                               | 321                                               |
| 1846 | 1846                                              |                                                   | 353                                               | 353                                               |
| 1852 | 1852                                              |                                                   | 329                                               | 329                                               |
| 1858 | 1858                                              |                                                   | 303                                               | 303                                               |
| 1864 | 1864                                              |                                                   | 303                                               | 303                                               |
| 1871 | 1871                                              |                                                   | 297                                               | 297                                               |
| 1875 | 1875                                              |                                                   | 299                                               | 299                                               |
| 1885 | 1885                                              |                                                   | 304                                               | 304                                               |
| 1895 | 1895                                              |                                                   | 274                                               | 274                                               |
| 1905 | 1905                                              |                                                   | 314                                               | 314                                               |
| 1910 | 1910                                              |                                                   | 345                                               | 345                                               |
| 1925 | 1925                                              |                                                   | 345                                               | 345                                               |
| 1939 | 1939                                              |                                                   | 341                                               | 341                                               |
| 1946 | 1946                                              |                                                   | 488                                               | 488                                               |
| 1950 | 1950                                              |                                                   | 481                                               | 481                                               |
| 1956 | 1956                                              |                                                   | 419                                               | 419                                               |
| 1961 | 1961                                              |                                                   | 352                                               | 352                                               |
| 1967 | 1967                                              |                                                   | 355                                               | 355                                               |
| 1980 | 1980                                              |                                                   | ?                                                 | ?                                                 |
| 1990 | 1990                                              |                                                   | ?                                                 | ?                                                 |
| 2000 | 2000                                              |                                                   | ?                                                 | ?                                                 |
| 2011 | 2011                                              |                                                   | 405                                               | 405                                               |
| 2014 | 2014                                              |                                                   | 394                                               | 394                                               |
| Datenquelle: Historisches Gemeindeverzeichnis für Hessen: Die Bevölkerung der Gemeinden 1834 bis 1967. Wiesbaden: Hessisches Statistisches Landesamt, 1968. Weitere Quellen: LAGIS; Gemeinde Fronhausen; Zensus 2011 |                                                   |                                                   |                                                   |                                                   |

### Historische Religionszugehörigkeit
| Quelle: Historisches Ortslexikon |                                                                                         |
| • 1861:                          | 310 evangelisch-lutherische Einwohner                                                   |
| • 1885:                          | 296 evangelische (= 97,37 %), ein katholischer (= 0,33 %), 7 andere Christen (= 2,30 %) |
| • 1961:                          | 328 evangelische (= 93,18 %), 15 katholische (= 4,26 %) Einwohner                       |

### Historische Erwerbstätigkeit
| Quelle: Historisches Ortslexikon | |
| • 1767:                          | Erwerbspersonen: drei Wirte und Branntweinbrenner, 5 Bierbrauer, zwei Schmiede, zwei Wagner, 16 Weißbinder, 9 Korbmacher, ein Dachdecker, zwei Spinnerinnen, ein Drucker, ein Tagelöhner. |
| • 1838:                          | Familien: 36 Ackerbau, 11 Gewerbe, 3 Tagelöhner. |
| • 1961:                          | Erwerbspersonen: 84 Land- und Forstwirtschaft, 69 Produzierendes Gewerbe, 18 Handel und Verkehr, 11 Dienstleistung und Sonstiges.                                                         |

## Politik
Für Sichertshausen besteht ein Ortsbezirk mit Ortsbeirat und Ortsvorsteher nach der Hessischen Gemeindeordnung. Er umfasst das Gebiet der ehemaligen Gemeinde Sichertshausen.
Der Ortsbeirat Sichertshausen  besteht aus fünf Mitgliedern. Bei den Kommunalwahlen in Hessen 2021 betrug die Wahlbeteiligung zum Ortsbeirat 62,82 %. Alle Kandidaten gehörten der Liste „Aktiv für Sichertshausen“ an. Der Ortsbeirat wählte Reinhard Lauer zum Ortsvorsteher.

## Kultur und Sehenswürdigkeiten

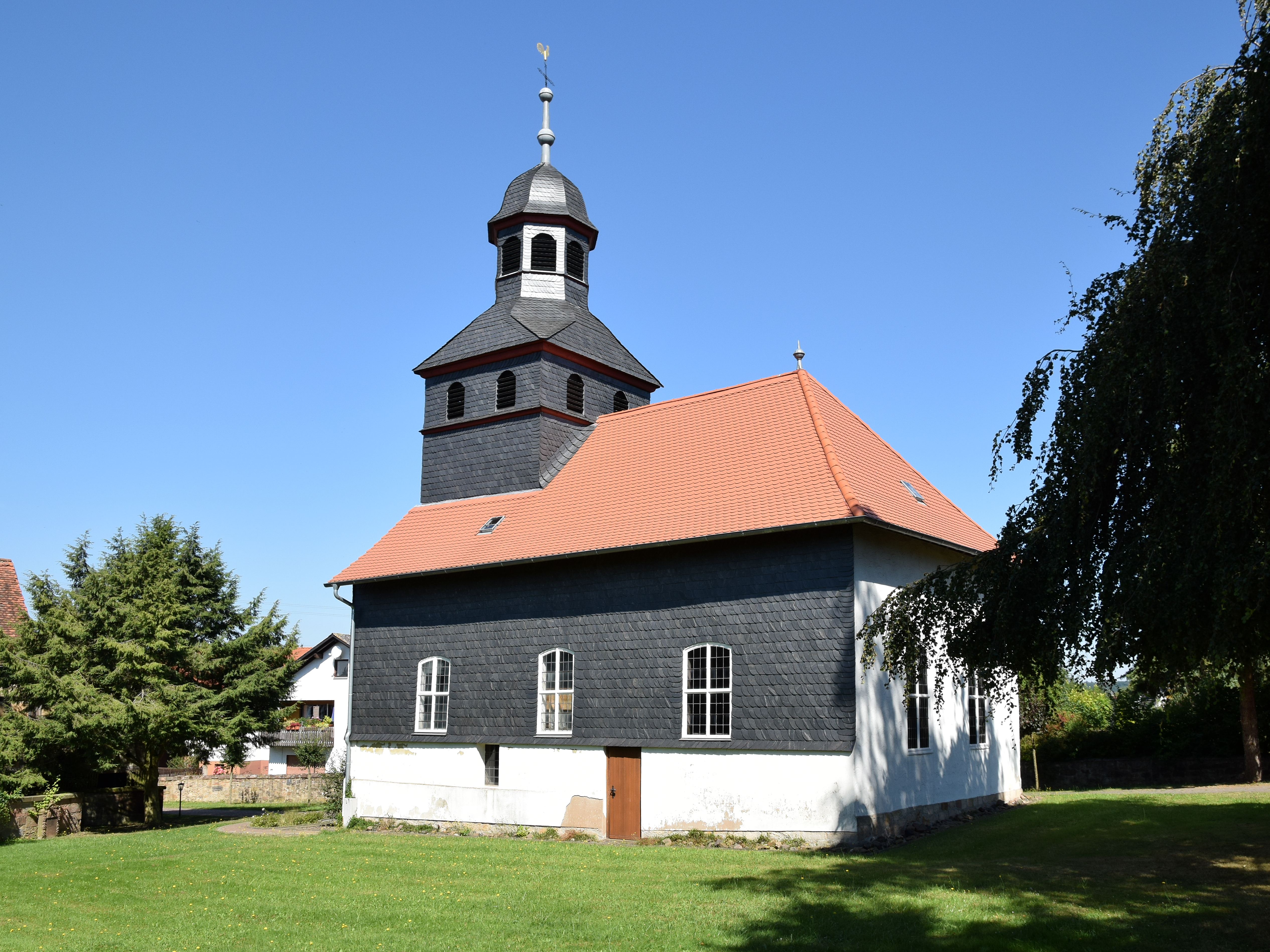
Die evangelische Kirche im Ort

### Kirche
Die evangelische Kirche von 1780 ist ein Fachwerkgebäude mit Dachreiter im Westen, das teils verputzt, teils verschiefert ist. Die Ausstattung der Kirche stammt überwiegend aus der Erbauungszeit. Die Orgel aus dem 18. Jahrhundert wurde 1893 aus der Evangelischen Kirche Lützellinden (Dorf bzw. heute Ortsteil von Gießen) erworben.

### Sport
Der ortsansässige Fußballverein ist die Spielvereinigung Bellnhausen Hassenhausen Sichertshausen (BeHaSi). Dieser spielt zurzeit in der Kreisliga A Marburg. Die Spielstätte des Vereins liegt in Hassenhausen am Köberg.

## Infrastruktur

### Dorfgemeinschaftshaus

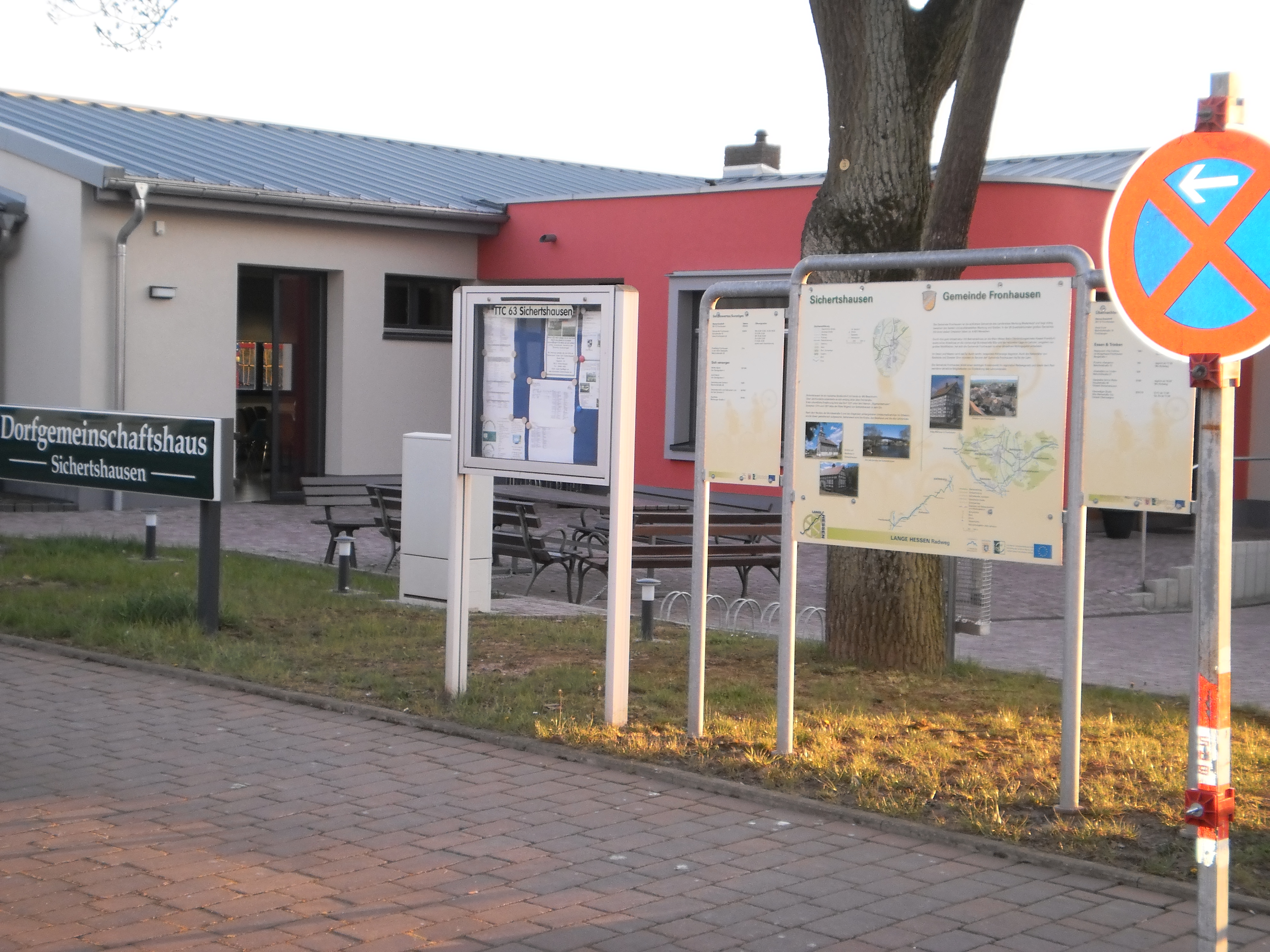
Dorfgemeinschaftshaus mit Infotafel des Lahntal-Radwegs

Das Dorfgemeinschaftshaus als Mittelpunkt bürgerschaftlichen Engagements im Ortsteil wurde im Juni 2013 nach umfassender Renovierung wiedereröffnet.

### Lahntalradweg

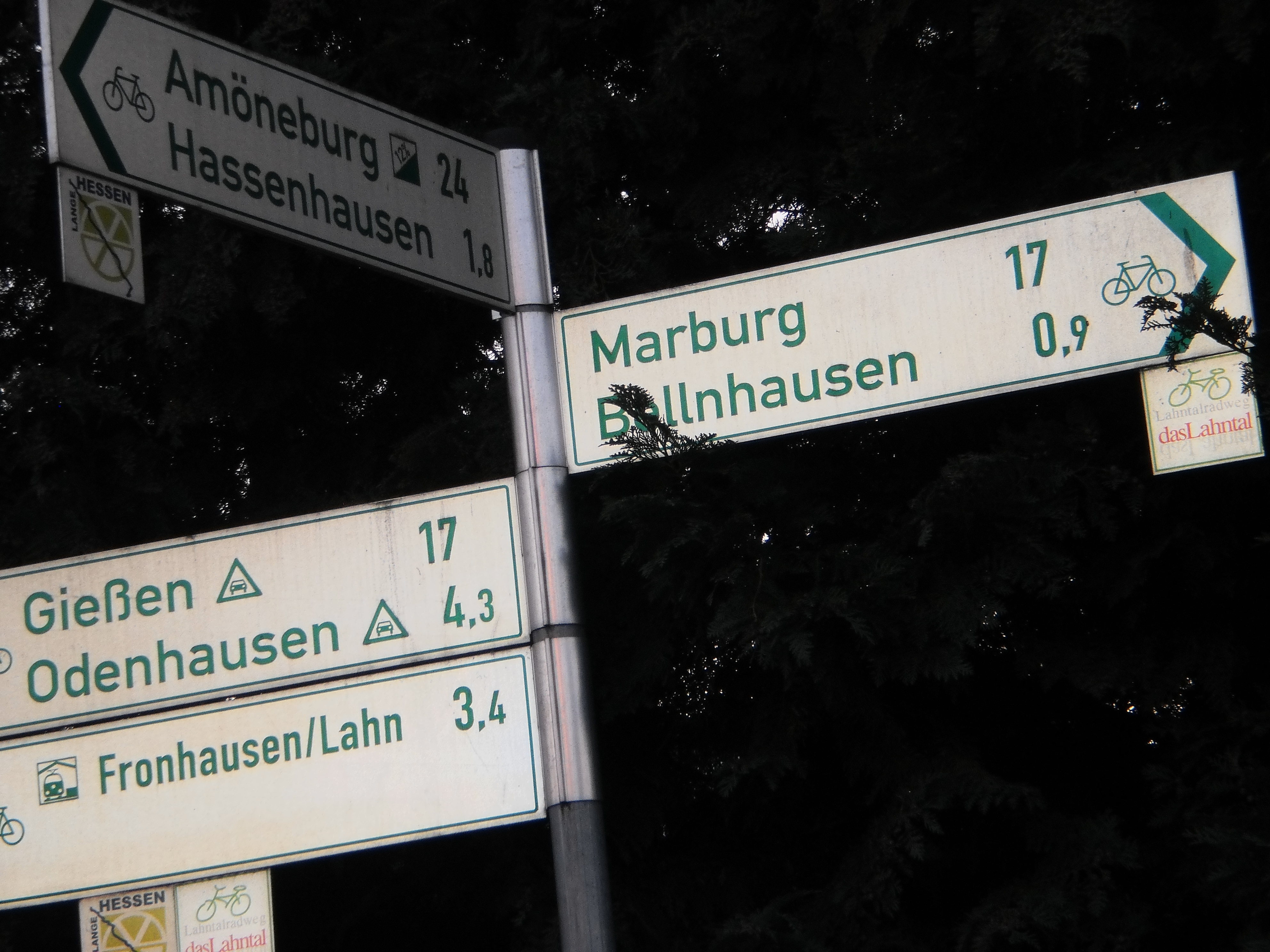
Wegweiser

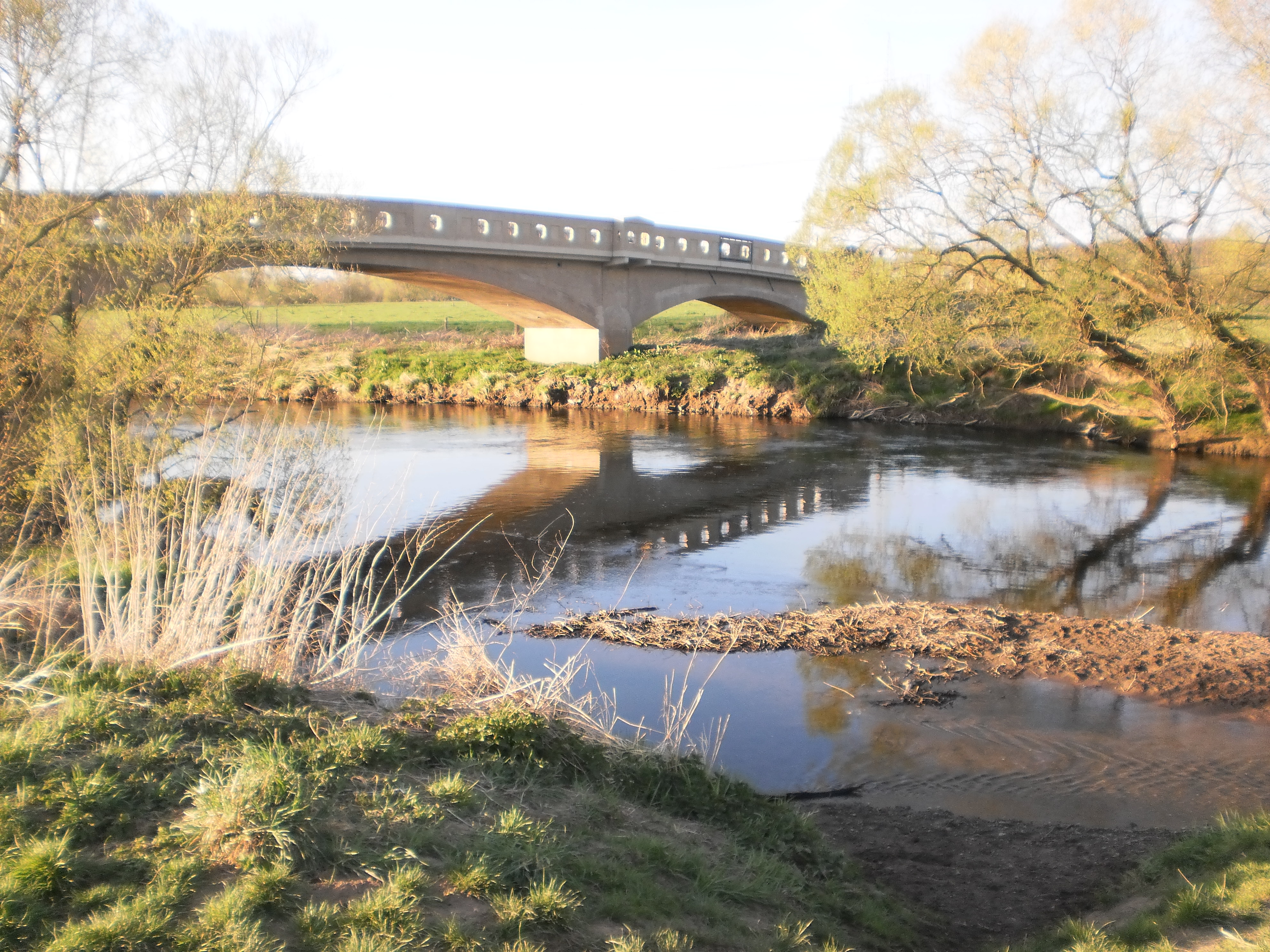
Alte Lahnbrücke im Frühjahr

Für den Tourismus bedeutsam ist der gut ausgeschilderte Lahntalradweg.
Von Norden – aus Richtung Marburg kommend – verläuft der Radfernweg im Marburg-Gießener Lahntal durch Sichertshausen in Richtung Gießen. Wegeführung: Von Fronhausen über den benachbarten Ortsteil Bellnhausen, an der Bellnhäuser Mühle vorbei, biegt die touristische Radroute zunächst nach links ab in Richtung Ortsmitte Sichertshausen (Dorfgemeinschaftshaus, Kirche).
Im Ort biegt die Radroute am Backhaus entgegengesetzt scharf rechts ab und führt über die Lahnbrücke durch die autofreie Lahnaue weitgehend steigungsfrei nach Odenhausen und Lollar. Wer die leichten Umwege im Lahntal aufgrund der Lahnschleifen und der Main-Weser-Eisenbahn vermeiden möchte, kann auch über Schloss und Hofgut Friedelhausen in Richtung Lollar radeln, muss dann allerdings eine Steigung und nicht asphaltierte Wege akzeptieren.
Vor Odenhausen zweigt auch der Salzböderadweg durch das Salzbödetal ab, ein ruhiges Seitental der Lahn.